# Just Cause Y'all Waited 2
Just Cause Y'all Waited 2 — п'ятий студійний альбом американського репера Lil Durk, випущений лейблом Alamo Records 2 травня 2020 р. Є сиквелом до мікстейпу Just Cause Y'all Waited (2018). 26 червня вийшло делюкс-видання, червоний колір на обкладинці якого змінено на синій.

## Комерційний вислід
Дебютував на 5-ій сходинці Billboard 200 із 57 тис. альбомних рівнозначних одиниць за перший тиждень (з них — 3 тис. від чистого продажу та 74,67 млн потокових прослуховувань). Є другим альбомом виконавця, що потрапив до топ-5 цього чарту.
Після виходу делюкс-версії альбом повернувся до першої десятки й досяг нового піку на 2-му місці чарту з 43 тис. альбомних рівнозначних одиниць. 17 вересня 2020 року отримав золотий статус у США.

## Список пісень
| #     | Назва                                         | Автор                                                        | Продюсер(и)                         | Тривалість |
| ----- | --------------------------------------------- | ------------------------------------------------------------ | ----------------------------------- | ---------- |
| 1.    | «Different Meaning»                           | Дерк Бенкс Двен Ейвері Майкл О'Браєн Морґан О'Коннор         | 12Hunna DY Morgan O'Connor          | 2:31       |
| 2.    | «Street Affection»                            | Бенкс Джон Лем Френк Ґілліам III                             | Lam Tre Gilliam                     | 2:45       |
| 3.    | «3 Headed Goat» (з участю Lil Baby та Polo G) | Бенкс Домінік Джонс Торус Бартлетт Кеннет Ґілмор Рашан Кайлз | Aviator Keyyz Cicero                | 2:50       |
| 4.    | «All Love»                                    | Бенкс Трентон Тернер Теун Баугуїс                            | Touch of Trent YoungT               | 3:09       |
| 5.    | «Gucci Gucci» (з участю Gunna)                | Бенкс Серхіо Кітченс Джеральдо Меджіа                        | Geraldo Liive                       | 2:49       |
| 6.    | «Viral Moment»                                | Бенкс Тернер Камерон Габлер                                  | Touch of Trent Uncle Cameron        | 3:12       |
| 7.    | «248»                                         | Бенкс Лем Ґілліам III                                        | Lam Tre Gilliam                     | 2:36       |
| 8.    | «Triflin' Hoes»                               | Бенкс Рошвіта Баха                                           | Roselilah                           | 2:24       |
| 9.    | «Internet Sensation»                          | Бенкс Карл Бенуа Матіно Фенелус Елвіс Мілорд                 | Carl Paul                           | 2:06       |
| 10.   | «Street Prayer»                               | Бенкс Ейвері Рональд Латур                                   | Cardo DY                            | 2:39       |
| 11.   | «Chiraq Demons» (з участю G Herbo)            | Бенкс Герберт Райт III Деквін Реймі                          | TheKidDeezy                         | 2:54       |
| 12.   | «Doing Too Much»                              | Бенкс Баха Джон Лукас Карлос Ґудвін-мл.                      | Roselilah JW Lucas LosTheProducer   | 1:42       |
| 13.   | «Broke Up in Miami»                           | Бенкс Тернер Гаґан Ланґе Скотт Слайдер                       | Touch of Trent Hagan Slider         | 2:29       |
| 14.   | «Turn Myself In»                              | Бенкс Кевін Прайс Джуліус Рівера III Джошуа Семюел           | Go Grizzly Squat Beats TurnMeUpJosh | 3:12       |
| 15.   | «Fabricated»                                  | Бенкс Ентоні Бічен Ейвері О'Браєн                            | 12Hunna DY KidWond3r                | 2:33       |
| 39:51 |                                               |                                                              |                                     |            |

| Бонус-треки делюкс-видання | Бонус-треки делюкс-видання | Бонус-треки делюкс-видання          | Бонус-треки делюкс-видання | Бонус-треки делюкс-видання |
| #                          | Назва                      | Автор                               | Продюсер(и)                | Тривалість                 |
| -------------------------- | -------------------------- | ----------------------------------- | -------------------------- | -------------------------- |
| 16.                        | «Pass the Water»           | Бенкс Томас Сандерс Від Вуценович   | Based Kash ForeignGotEm    | 2:00                       |
| 17.                        | «Denied in UK»             | Бенкс Малікі Декампос               | DJ FMCT                    | 2:21                       |
| 18.                        | «Support You»              | Бенкс Томас Мур                     | AyeTM                      | 2:09                       |
| 19.                        | «When We Shoot»            | Бенкс Семюел Генрі Лотас-Шерратт    | TurnMeUpJosh Young Cutta   | 2:58                       |
| 20.                        | «Where They Go»            | Бенкс Семюел                        | TurnMeUpJosh               | 2:44                       |
| 21.                        | «Watch Yo Homie»           | Бенкс Лем Ґілліам III               | Lam Tre Gilliam            | 2:31                       |
| 22.                        | «Outro»                    | Бенкс Вільям Берд Корнеліус Вільямс | Will A Fool Neal           | 1:56                       |
| 52:12                      |                            |                                     |                            |                            |

## Технічний персонал
- Нік Райс — звукорежисер
- Віллі Бімін — звукорежисер
- Дарт Мун — звукорежисер
- TurnMeUpJosh — зведення, мастеринг

## Чартові позиції
| Чарт (2020)                           | Найвища позиція |
| ------------------------------------- | --------------- |
| Канада Canadian Albums (Billboard)    | 20              |
| Велика Британія UK Albums (OCC)       | 32              |
| США Billboard 200                     | 2               |
| US Top R&B/Hip-Hop Albums (Billboard) | 2               |
| US Top Rap Albums (Billboard)         | 2               |

| Чарт (2023)                       | Найвища позиція |
| --------------------------------- | --------------- |
| Nigeria Top 50 Albums (TurnTable) | 47              |

| Чарт (2019)                           | Позиція |
| ------------------------------------- | ------- |
| US Billboard 200                      | 69      |
| US Top R&B/Hip-Hop Albums (Billboard) | 39      |

| Чарт (2021)                           | Позиція |
| ------------------------------------- | ------- |
| US Billboard 200                      | 77      |
| US Top R&B/Hip-Hop Albums (Billboard) | 58      |

## Сертифікації
| Регіон                                                      | Сертифікація | Продажі |
| ----------------------------------------------------------- | ------------ | ------- |
| Велика Британія (BPI)                                       | Срібний      | 60 000  |
| США (RIAA)                                                  | Золотий      | 500 000 |
| продажі+прослуховування, що базуються лише на сертифікаціях |              |         |